# Изот 1036C
ИЗОТ 1036C е първият български IBM съвместим персонален компютър, базиран на 16-битовия микропроцесор i8086.
Разработен е в Държавно стопанско обединение ИЗОТ в периода 1983 – 1984 г., а серийното му производство започва през 1985 г. ИЗОТ 1036С е регистриран в ЕС (Единная Система) като ЕС 1831. Той е предназначен за масово използване в научноизследователски и инженерни организации, висши учебни заведения, учреждения и др.
Базовата му конфигурация се състои от микропроцесор, два 5,25 инчови ЗУГМД (флопи диска), клавиатура, монитор ИЗОТ 7301С и матричен принтер ИЗОТ 6305С. Операционната система е DOS или MICROS-86, а езиците за програмиране са BASIC, Асемблер, FORTRAN, Pascal и Cobol. Предвидени са програми за текстообработка, финансово планиране, отчетност и др.
ИЗОТ 1036С променя организацията и йерархията на информационните единици и дефинира байта като основна информационна единица( - стр.7, първа колона, трети параграф) , независимо от разредността на машинна дума, изпълнявана операция, информационната шина или входно-изходно устройство в микропроцесорната система. ИЗОТ 1036С е една от много малкото български разработки със силно патентно портфолио, но след промяната на икономическия модел при прехода към пазарна икономика и кризата в производството на компютри в България това конкурентно предимство е загубено.

## История
ИЗОТ 1036C е проектиран от екип под ръководството на Кирил Боянов (ръководител на направление към 8-а дирекция на ЦИИТТ) и Христо Турлаков (ръководител на секция). В него е използвана схема за премахване на фрагментацията на системното адресно пространство, причинена от разлика между разредността на системната шина за данни и разредността на включените устройства. Принципът на функциониране на тази схема е известен като принцип на динамично управление на разредността на шината (на английски: Dynamic Bus Sizing) и е дефиниран от Motorola. Българската и американската разработки са паралелни и независими, но със значителни архитектурни и функционални разлики. Третата паралелна и независима разработка са проекта PC/AT и в частност проекта MICRO/370 на IBM.,  Сравнение на приоритетните дати на ,  и  показва, че принципът, реализиран в ИЗОТ 1036C, има предимство от най-малко месец и половина.

Ударението при разработката на ИЗОТ 1036C пада върху схемните решения. Видео контролерът на компютъра е комбиниран и управлява черно-зелен монитор в буквено-цифров режим (25 реда x 80 символа) със светлинна писалка или в графичен режим (640x400) или цветен монитор в режим (320x200). Флопи диск контролерът е с аналогова синхронизация, за да осигури по-широк захват на данни. 
Схемното и фърмуерно решение на клавиатурата дава възможност за бързо въвеждане на данни, като позволява пълно припокриване на натиснатите клавиши (n-key rollover) и премахва фантомния ефект (phantom key jamming) при клавиатури с контактни клавиши (дотогава това се прилага само в клавиатури с електрически изолирани клавиши). ИЗОТ 1036C е функционално, но не и механично съвместим с IBM PC/XT, като причината е да се постигне механична унификация с други продукти на ИЗОТ.
Архитектурата на ИЗОТ 1036С позволява 16-разредни операции да бъдат изпълнявани с 8-разредни устройства като комбинира принципа на прехвърлящия буфер (swap buffer), дефиниран от Крейг Кини (Craig Kinnie)  през 1981 г. и принципа на динамично управление на разредността на шината. С други думи, архитектурата на ИЗОТ 1036С позволява всички 8-разредни устройства включени в системата да бъдат третирани като псевдо 16-разредни. Пълната 16-разредна архитектура на ИЗОТ 1036С е вариант от самото начало на проекта, но не е реализирана поради физически ограничения – платката на процесора не може да събере пълната схема на контролера за динамично управление на разредността на шината, реализиран с SSI (Small Scale Integration) елементи, схемата за скрито опресняване на динамичната памет , схемата за управление на байтово-последователен обмен в режим на директен достъп (DMA), допълнителен куплунг за 16-разредна системна информационна шина, допълнително буфериране и памет. В България интегрални схеми по поръчка започват да се проектират през 1986 г. Това е причината архитектурата на ИЗОТ 1036С да бъде ограничена до 8-разредна – директният достъп до паметта е ограничен до стандартен 8-разреден и всички устройства са 8-разредни.
През 1985 г. Olivetti пуска 16-разредни компютри М-21 и М-24, базирани на i8086. Схемата за управление на разредността на шината е реализирана на отделна платка, наречена Bus Converter.  Управлението на разредността на шината в М-21 и М-24 е ограничено и се прилага само за външните устройства и адресните пространства за включване на 8- и 16-разредни модули са фиксирани. За сравнение, динамичното управление на разредността на шината позволява адресните пространства за включване на 8- и 16-разредни модули да бъдат разположени произволно в системното адресно пространство.
През 1985 г. ИЗОТ 1036С (ЕС 1831) е внедрен за производство в з-д „Електроника“, София. През 1986 г. производството е прехвърлено в ЗЗУ (Завод за Запаметяващи Устройства), Велико Търново. През 1986 г. екипът на К. Боянов е прехвърлен в Института по Приборостроене и в началото на 1987 г. е създаден Институт по Микропроцесорна Техника (ИМПТ) към КМТ-Правец с директор проф. К. Боянов.  На ИЗОТ и ЦИИТТ е забранено да разработва и произвежда персонални компютри. През 1987 г. ЗЗУ, Велико Търново спира производството на ИЗОТ 1036С. Времето показва, че административно наложената механична несъвместимост на ИЗОТ 1036C с IBM PC/XT е тежка конструктивна грешка.

## Технически характеристики
| Параметър      | Данни                                                                        |
| -------------- | ---------------------------------------------------------------------------- |
| Микропроцесор  | Изот 1036C (проектиран на базата на Интел 8086)                              |
| ОЗУ (RAM)      | 128 kB (с опция до 640 kB.)                                                  |
| ПЗУ (ROM)      | 48 kB                                                                        |
| ЗУГМД (FDD)    | две 5,25 флопи-дискови устройства с 250 kB памет и скорост на запис 250 kbps |
| Монитор        | черно-зелен                                                                  |
| текст          | 25 реда по 80 знака                                                          |
| графичен режим | 640х400 px                                                                   |
| Клавиатура     | малки и големи букви на кирилица и латиница + 10 функционални клавиша        |

## Модификация на ИЗОТ 1036С
Двама от екипа – Христо Турлаков (1947 – 2018) и Венелин Барбутов – остават в ЦИИТТ и създават нов екип, който през 1986 г. започва модификация на ИЗОТ 1036C без финансиране. В рамките на модификацията на ИЗОТ 1036С са дефинирани още три динамични принципа на обмен:
- принципът на балансирано динамично управление на разредността на шината – прилага динамично управление на разредността върху балансирана системна информационна шина [14]. Това осигурява равномерно натоварване на системната шина и увеличава функционалните възможности на машината.;

- принципът на динамично управление на разредността на обмена в режим на директен достъп (DMA) – премахва зависимостта на разредността на обмена при bypass директен достъп от адресни граници т.е. системата се самонастройва на максимална производителност при произволен начален адрес. [15] По време на всеки достъп до шината, системата за директен достъп следи три параметъра – разреденост на устройствата, участващи в обмена (памет и входно-изходно устройство), четност на адреса (четен/нечетен) и брой байтове, останали за обмен (един или повече). В зависимост от тези параметри системата за директен достъп определя разредността на обмена;

- принципът на динамично управление на разредността на входно-изходното устройство (Dynamic IO Device Sizing) – възстановява байта като основна информационна единица при обмен между високоразредна микропроцесорна система и входно-изходно устройство, при което в зависимост от условията на обмена входно-изходното устройство променя своята разредност.[16]

Модификацията на ИЗОТ 1036С включва проектирането на DBS (Dynamic Bus Sizing) контролер – СММ10С003, DMA контролер с динамично управление на разредността на обмена D8237DIO  и пасивен (slave) 16-разреден RS-232 контролер с динамично управление на разредността. На снимката на модифицирания процесорен модул на ИЗОТ 1036С е показана главата (header board) за настройка на D8237DIO ядрото, завършен години по-късно. Подобна глава е използвана и за настройка на 16-разредния RS-232 контролер. Модифицираният процесорен модул на ИЗОТ 1036С включва:
- 48К 16-разреден ROM – разредността може да се избира 8- или 16-разряда,
- 640K 16-разреден RAM – разредността може да се избира 8- или 16-разряда,
- 8 DMA канала с динамично управление на разредността на обмена,
- 16-разредна системна информационна шина, ISA съвместима, с пълен диференциален интерфейс за управление на разредността на обмена в програмен и DMA режим,
- допълнителен интерфейс за включване на втори процесор (на снимката куплунга до процесора, който не е монтиран). Това позволява да се проектират по-мощни процесори, които да използват инфраструктурата на ИЗОТ 1036С като входно-изходен процесор.
- нов BIOS (copyright free) за поддържане на 8-те DMA канала (тази цел не е постигната).

В рамките на ИЗОТ 1036С е експериментирана технология за многослойна печатна платка (8 слоя) с 3 thou норма и погребани преходи (платката на снимката в средата), разработена от дирекция „Печатни платки“ към ЦИИТТ. (Към 2015 г. добрите производители на печатни платки предлагат технологии с 3 thou минимална норма за вътрешните слоеве на многослойна платка и 4 thou за външните слоеве).
Идеята на екипа, който проектира модификацията на ИЗОТ 1036С, е да се създаде ново поколение интегрални схеми с по-висока производителност, но идеята не е възприета. Модификацията на ИЗОТ 1036С остава на прототип и след 1990 г., всички патенти са изоставени.

## Развитие на идеите на ИЗОТ 1036С
На 14 август 1984 г., пет месеца след представянето на схемата да динамично управлине на ИЗОТ 1036С пред патентна комисия на ЦИИТТ, IBM представя 16-разредния персонален компютър IBM PC AT. Компютърът съдържа схема за динамично управление на шината, наречена конвертор на шината (bus converter).( - стр.1-62, U67; стр. 1-66, U87; стр. 1-72, U100) Схемата функционира по протокола избор-договаряне-достъп (погледни бележките) и е проектирана с цел обратна съвместимост с IBM PC XT. Конверторът на шината става стандартна функция на 16-разредната версия на ISA шината и се използва във всички IBM PC AT съвместими компютри.
В края на 1985 г., под натиска на патента на Motorola, Intel пуска на пазара 32-битовия процесор i80386 с вградено динамично управление на разредността на шината, ограничено до 16-бита. Това ограничение е запазено и в Intel486. В началото на 1993 г. Intel пуска Pentium процесора с пълно динамично управление на разредността на шината – 8- и 16-бита. 
През 1986 г. фирмата Chips&Technologies (по-късно придобита от Intel) включва схемата за динамично управление на шината с договаряне на разредността в първата група от интегрални схеми (ChipSets) за съвместимост с IBM PC AT. (  По-късно, всички групи интегрални схеми  (ChipSets) за 286/386/486 съвместимост с IBM PC AT съдържат схема за за динамично управление на шината с договаряне на разредността.
През септември 1986 г. Toshilba пуска на пазара 16-разредния лаптоп Т1100 PLUS, базиран на 8086 (М80С86-2 на OKI) със схема за динамично управление на разредността на шината.  Тази схема е запазена и в Т1200 лаптопите на Toshiba. В началото на 2014 г. IEEE (Institute of Electrical and Electronics Engineers) признава серията лаптопи Т1000/Т1100 на Toshiba за първия лаптоп в света захранван от батерии. 
През 1988 IBM прилага принципа на динамично управление на разредността на шината към IBM PS2 Microchannel в DMA режим. 
През 1990 г. Sun Microsystems включва динамичното управление на разредността на шината (Dyndmic Bus Sizing) като стандартна фунция в спецификацията на S-bus, използван в SPARC компютрите.. През 1993 г. принципът за динамично управление на разредността на шината е стандартизиран като част от IEEE стандарта на S-bus. Пак през 1993 г. Motorola изважда Dynamic Bus Sizing схемата от MC68060 и създава DBS конвертора MC68150 (Dyndmic Bus Sizer). 
В средата на 90-те години Harris Corporation пуска DMA контролера 82С237 със статично управление на разредността на обмена т.е. разредността на устройствата участчащи в обмена се дефинира в началото при инициализация на системата и е фиксирана до следваща инициализация.  В края на 90-те години IBM дефинира CoreConnect Bus Architecture за PowerPC. Принципът на динамично управление на разредността на шината (Dynamic Bus Sizing) е част от OPB (On-Chip Peripheral) Bus спецификацията  на CoreConnect архитектурата, както и част от AVALON спецификацията на ALTERA .

## Принос на ИЗОТ 1036С
И в трите паралелни проекта (ИЗОТ 1036С, MC68020 и u370/PC AT), принципът за динамично управление на разредността на шината е проектиран като схема за свързване на ниско-разредни устройства към високо-разредни системни шини. Всъщност условия за управление на разредността на шината съществуват дори когато в системата няма разлики в разредността на устройствата. Условията за управление на разредността на шината зависят от условията на обмен, особено в режим на директен достъп (принцип на динамично управление на разредността на обмена). При проектирането на  ИЗОТ 1036С възниква идеята, че всъщност става въпрос за микропроцесорна система, която променя разредността си и функционира като 16-разредна или като 8 разредна в зависимост от условията на обмен и следователно йерархията и организацията на информационните единици е различна от тази на компютърните системи с фиксирана разредност (например TMS9000, iAPX86, iAPX286, MC68000, които следват йерархията и организацията на информационните единици на големите машини и мини машините). В компютърните системи с фиксирана разредност  основната информационна единица е машинната дума. Всички останали информационни единици в системата са производни (sub-multiples) на машинната дума т.е. машинната дума се дели на степените на 2 за да се получат другите информационни единици. В зависимост от нейната разредност байтът е 1/2 дума, 1/4 двойна дума, 1/8 четворна дума.( - т. 4, 5 и 6), ( - т. 2 и 3), ( - стр. 65-66) Практически това означава, че информационният обмен в микропроцесорните системи с фиксирана разредност, се изпълнява без комутация между лентите на информационната шина. 
Проектът ИЗОТ 1036С прави три промени в йерархията и организацията на информационните единици на компютърните системи с фиксирана разредност:
- установява байта като основна информационна единица, независима от разредността на машинна дума, информационна шина, изпълнявана операция или входно-изходно устройство т.е. основа на йерархията на информационните единици в ИЗОТ 1036С е байта, не машинната дума.;
- установява байта като основна информационна единица за всички процеси на информационен обмен във всички режими (програмен, едно-адресен директен достъп, дву-адресен директен достъп и т.н.) т.е. във всички режими, по време на всеки цикъл за достъп до ресурсите на компютърната система, разредността на информационния обмен се договаря в зависимост от условията на обмена, не се програмира.; и
- всички останали информационни единици в системата са кратни (multiple) на основната информационна единица, а не производни (sub-multiple) т.е. йерархията на информационните единици в ИЗОТ 1036С е обратна на йерархията на информационните единици на компютърните системи с фиксирана разредност.

Промяната на йерархията на информационните единици в ИЗОТ 1036С води до промяна на организацията на информационните единици, така че: 
- премахва фрагментацията на адресните пространства на 8-разредните устройства включени към 16-разредната микропроцесорна система т.е. гарантира линеен (последователен) дотъп до ресурсите на 8-разредните устройства, независимо от разредността на шината и на изпълняваната операция;
- въвежда променлива разредност на шината във всички режими т.е. превръща 8-разредните устройства в псевдо 16-разредни; и
- гарантира обратната съвместимост при повишаване на разредността на системата.

В ИЗОТ 1036С основната информационна единица е най-малката информационна единица в компютърната система, достъпът до коята е линеен 9последователен) във всички режими на информационен обмен, независимо от разредността на микропроцесор (машинна дума), изпълнявана операция, информационна шина или входно-изходно устройство. Тази най-малка информационна единица е байта. Думата е кратна (multiple) информационна единица т.е. основната информационна единица (байта) се умножава по степените на 2 за да се получат останалите информационни единици, така че при 16-разредна система 1 дума = 2 байта, при 32-разредна система 1 дума = 2 байта и 1 двойна дума = 4 байта и т.н. Казано по друг начин, в микропроцесорни системи с променлива разредност (каквато всъщност е ИЗОТ 1036С) основната информационна единица (байтът) се умножава, за да се получат останалите информационни единици. Математически, 1 дума = 2 байта е еквивалентно на 1 байт  = 1/2 дума, но на практика оргонизацията на информационните единици, при която 1 дума = 2 байта изисква архитектура с междинна комутация на информационната шина т.е. комутация между лентите на информационната шина. В резултат на това микропроцесорните системи с променлива разредност винаги имат линейно адресно пространство, независимо от разредността на включените устройства. Принципът на динамично управление на разредността на обмена позволява по-късно да бъдат разработени устройства за bypass (fly-by) операции за директен дстъп в режим памет-памет. От достъпните технически източници е очевидно, че разработката на ИЗОТ 1036C предлага идеи, които намират приложение в компютърната техника в продължение на поне 20 години напред.

## Изводи от ИЗОТ 1036С
След 1990 г. архивът на ИЗОТ е унищожен и официални, фирмени документи от ИЗОТ 1036С не са запазени. Запазени са чернови документи от участници в проекта. В България е запазен един-единствен ИЗОТ 1036С в частна колекция, който е първият прототип. Всички персонални компютри, които се представят в Интернет като ИЗОТ 1036С, всъщност са ИЗОТ 1037С. Разликата между двата модела не е във външния вид, а в набора от платки. Най-съществената разлика е процесорната платка – тази на ИЗОТ 1037С е на базата на i8088 и има четири банки основна памет, докато тази на ИЗОТ 1036С е на базата на i8086 и има само две банки основна памет до 128К (схемата за динамично управление на разредността на шината е реализирана с дискретни логически компоненти и няма място за цялата памет), а допълнителната памет (до 640К) е на отделна платка.
ИЗОТ 1036С е поучителен пример на грубо администриране и политизиране на инженерния процес. Този стил на работа е ежедневна практика в командно-административната икономика на България до 1989 година  и са пропуснати значителни икономически възможности. От средата на 50-те години на 20 век с развитието на компютърната техника и информационните технологии значението на интелектуалната собственост започна да се увеличава, в резултат на което към средата на 70-те започва преструктуриране на собствеността в света. В САЩ преструктурирането на собствеността започва с производството на електричество и първите електрически уреди т.е. много преди 1950 г. Ако към 1980 г. средното съотношение веществен капитал/нематериален капитал (интелектуалната собственост е част от нематериалния капитал) в света е 80/20 (за САЩ към 1990 г. то вече е 46,5/53,5 ), то към 2010 г. това съотношение се обръща на 20/80. (, Фигура 1) Един от основните параметри, по които се определя стойността на фирмите е стойността на тяхното патентно портфолио. Интелектуалната собственост създава термина конкурентно предимство. По правило, инвестиция (съвместно предприятие, сливане, купуване и т.н.) се прави, за да се придобие конкурентно предимство, което да увеличи печалбите. Например, през август 2011 г. Google придоби Motorola за $12.5 милиарда и през януари 2014 г. продаде Motorola на Lenovo за $2.9 милиарда, като запази патентното портфолио.  С други думи, патентното портфолио на Motorola е повече от 75% от стойността на фирмата. Командно-административният апарат не реагира на икономическите тенденции в света и икономиката на България не се адаптира към променената структура на собствеността. Към 2000 г. съотношението веществен капитал/нематериален капитал в България е 97.9/2.1 (, Таблица 6). „... твърде малкият размер на нематериалните активи както абсолютно, така и относително“ ( – стр. 15) показва, че българската икономика към 2000 година не генерира знания, не предлага конкурентно предимство и до голяма степен предопределя нейната невъзможност да се адаптира към политическите промени в страната и да функционира в условията на свободен пазар.
ИЗОТ 1036С е една от много малкото български разработки със силно патентно портфолио с доказана стойност, но създаденото конкурентно предимство не се капитализира. ИЗОТ 1036С е игнориран и забравен. Документите за интелектуалната собственост, създадена в рамките на проекта ИЗОТ 1036С, са достъпни в мрежата на Европейския патентен офис. 